# Castanhal
Castanhal è un comune del Brasile nello Stato del Pará, parte della mesoregione Metropolitana de Belém e della microregione di Castanhal.